# Tulipa turkestanica
Tulipe du Turkestan
Espèce
Classification phylogénétique
Tulipa turkestanica, la Tulipe du Turkestan, est une espèce du tulipe native de l'Asie centrale, particulièrement de Tien Shan, les montagnes Pamir et le nord-est de la Chine. Elle croît sur les pentes rocheuses des montagnes ou sur les bords des cours d'eau à une altitude de 1800 à 2500 mètres.
Il s'agit d'une espèce d'herbacée, pérenne et bulbeuse qui atteint les 10 à 15 cm de hauteur. Elle a 2 à 4 feuilles glauques de 15 cm de longueur à chaque tige. Les feuilles sont blanches ou roses et le centre jaune. Chaque plante produit de 1 à 12 fleurs au début du printemps.

## Culture et usages
Tulipa turkestanica est une plante ornementale assez populaire dans les pays au climat tempéré-froid. Elle est facile à cultiver dans les lieux bien drainés et ensoleillés. On la cultive habituellement dans la rocaille. On ne doit pas l'irriguer durant l'été.

## Source
- (es) Cet article est partiellement ou en totalité issu de l’article de Wikipédia en espagnol intitulé « Tulipa turkestanica » (voir la liste des auteurs).